# (5332) Дэвидагилар
(5332) Дэвидагилар (лат. Davidaguilar) — околоземный астероид из группы Амура (III), который был открыт 16 февраля 1990 года японским астрономом Ацуси Сугиэ в обсерватории Дайник и назван в честь директора Гарвард-Смитсоновского центра астрофизики Дэвида Агилара (David Aguilar).

Орбита астероида Дэвидагилар и его положение в Солнечной системе
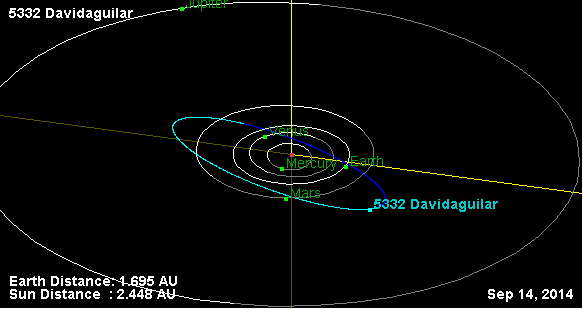
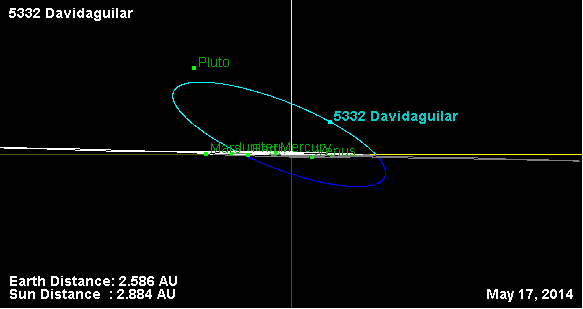
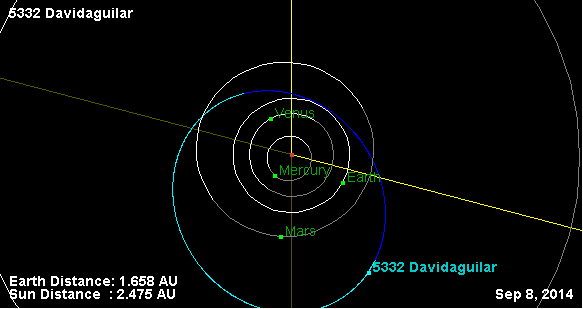